# Your Love (chanson)
Pour les articles homonymes, voir Your Love.
 (avril 2012).
Si vous disposez d'ouvrages ou d'articles de référence ou si vous connaissez des sites web de qualité traitant du thème abordé ici, merci de compléter l'article en donnant les références utiles à sa vérifiabilité et en les liant à la section « Notes et références ».
Singles de Nicki Minaj
Woohoo
(2010) All I Do Is Win (Remix)
(2010)
Pistes de Pink Friday
Dear Old Nicki Last Chance
Your Love est une chanson de la rappeuse et chanteuse américaine d'origine trinidadienne Nicki Minaj, extraite de son premier album studio Pink Friday sorti en 2010. Le titre, sorti le 1er juin 2010 sous les labels Young Money et Cash Money Records, est le premier single officiel de la rappeuse. Le titre Massive Attack était initialement prévu comme premier single de l'album, mais à la suite d'un accueil commercial et critique mitigé, Your Love est publié à sa place.
La chanson sample le titre No More I Love You's de Annie Lennox sorti en 1995. Your Love connaît un grand succès aux États-Unis, se positionnant à la 14e place du classement musical Billboard Hot 100.

## Classements mondiaux

### Classements hebdomadaires
| Classement (2010)                       | Meilleure position |
| --------------------------------------- | ------------------ |
| Australie (Urban ARIA)                  | 32                 |
| Australie (Hitseekers ARIA)             | 9                  |
| Belgique (Wallonie Ultratop 50 Singles) | 36                 |
| Canada (Hot 100)                        | 43                 |
| États-Unis (Hot 100)                    | 14                 |
| États-Unis (R&B/Hip-Hop Songs)          | 4                  |
| États-Unis (Hot Rap Songs)              | 1                  |
| États-Unis (Mainstream Top 40)          | 22                 |
| États-Unis (Rhythmic)                   | 5                  |
| Royaume-Uni (UK Singles Chart)          | 71                 |
| Royaume-Uni (UK R&B Singles Chart)      | 13                 |

### Classements de fin d'année
| Classement (2010)    | Position |
| -------------------- | -------- |
| États-Unis (Hot 100) | 66       |

## Certifications
| Pays       | Certification | Ventes    |
| ---------- | ------------- | --------- |
| Australie  | Or            | 35 000    |
| États-Unis | Platine       | 1 000 000 |